# Listă de poeți basarabeni contemporani

## Șaptezeciști
- Gheorghe Blănaru

## Optzeciști
- Emilian Galaicu-Păun
- Eugen Cioclea
- Nicolae Popa

## Nouăzeciști
- Dumitru Crudu
- Ștefan Baștovoi
- Iulian Fruntașu
- Mihai Vakulovski

## Douamiiști
- Andrei Gamarț născut în 1980